# 루카스 모우라
루카스 호드리게스 모우라 다 시우바(포르투갈어: Lucas Rodrigues Moura da Silva, 1992년 8월 13일, 상파울루 ~)는 흔히 루카스(Lucas) 혹은 루카스 모우라(Lucas Moura)로 알려진 브라질의 축구 선수로 현재 캄페오나투 브라질레이루 세리이 A의 상파울루에서 윙어로 활약하고 있으며 2012년 하계 올림픽 은메달리스트이다.

## 클럽 경력

### 상파울루
2005년, 루카스는 주벤투스와 코린치앙스의 유소년 팀에서 활동하다가 상파울루에 합류하였다. 2010년, 루카스는 상파울루 1군 경기에 처음 출전하였고, 25경기에 출전하여 4골 4어시스트를 올렸다. 2011년, 루카스는 브라질 세리 A 경기에 28번 출전하여 9골 4어시스트를 기록하였으며, 이 리그에서 도합 13골 8어시스트의 기록을 남겼다.

### 파리 생제르맹
2012년 여름, 인테르나치오날레와 맨체스터 유나이티드가 루카스를 영입하는데 관심을 표명하였다. 2012년 8월 8일, 파리 생제르맹이 루카스의 영입 쟁탈전에서 승리하였으며, 2013년 1월에 클럽에 합류하게 될 것이라고 발표하였다. 그의 아버지가 그의 아들에게 클럽에 합류하라고 파리 생제르맹이 매수하였다는 추측이 무성하였으나, 나중에 이 소문은 날조된 것임이 판명되었다. 그는 클럽의 최고 이적료를 갱신하였다. 이적료는 €45M 정도 (€44.3M)로 책정되었다. 또한 루카스가 시즌 잔여 기간 동안 등번호 29번에 배정될 것으로 발표되었다. 2013년 1월 11일, 모라는 아작시오전에서 데뷔하였으나, 경기는 0-0 무승부로 끝났다. 그는 UEFA 챔피언스리그 발렌시아 원정경기에서 출전하였고, PSG는 이 경기에서 2-1로 승리하였고, 루카스는 1어시스트를 적립하였다.

### 토트넘 홋스퍼
토트넘 홋스퍼로 이적 후 총 221경기 39골을 기록했다. 그는 특히 UEFA 챔피언스리그 2018-19 4강 2차전에서 AFC 아약스를 상대로 해트트릭을 기록하며 팀의 역전승과 함께 사상 첫 결승에 진출시키는 대활약을 펼쳤다. 

### 상파울루 복귀
2023년 8월 2일, 상파울루와 계약을 맺으며 11년 만에 복귀했다.

## 국가대표팀 경력
루카스는 브라질 U-20 국가대표팀의 주전 멤버였다. 2011년 2월, 루카스는 CONMEBOL U-20 축구 선수권 대회의 브라질 U-20 대표 일원이었고, 그는 6-0으로 이긴 우루과이와의 경기에서 해트트릭을 기록하였다. 2011년 3월 27일, 루카스는 스코틀랜드와의 친선경기에서 브라질 성인 국가대표팀 신고식을 치르었다. 2011년 9월 28일, 루카스는 아르헨티나와의 경기에서 첫 성인대표팀 득점을 기록하였다.

### 2011년 코파 아메리카
루카스는 마누 메네지스 감독에 의해 아르헨티나에서 열리는 2011년 코파 아메리카의 명단에 포함되었다. 루카스는 파라과이와 에콰도르와의 조별 리그 경기에 두번 모두 후반 교체 출전하였다. 루카스는 승부차기 끝에 패한 파라과이와의 8강전에 결장하였고, 팀은 이 경기에서 패해 탈락하였다.

### 2012년 하계 올림픽
루카스는 런던에서 열리는 2012년 하계 올림픽에 참가하기 위해 팀동료 카제미루와 브루누 우비니와 함께 브라질 U-23 대표팀에 소집되었다. 그는 멕시코와의 금메달 결정전을 포함한 3경기에서 교체 출전하였고, 3-0으로 이긴 뉴질랜드와의 조별 리그 경기에서는 선발로 출전하였다.

## 사생활
독실한 기독교 신자로 트위터에 성경 구절이나 기타 신앙 구절들을 트위터 계정에 자주 기재하며최근 인터뷰에서도 다음과 같은 문장을 사용하였다. 
```
"God is wonderful.. I always say that God suprises me.. I always believed it was possible to win..and I was praying to God and he gave me this amazing game, three goals."
[
7
]
```

## 기록
2014년 3월 12일 기준

### 클럽 기록
| 클럽          | 시즌      | 리그 | 리그 | 컵   | 컵 | 대륙 | 대륙 | 기타 | 기타 | 합계 | 합계 |
| 클럽          | 시즌      | 출장 | 골   | 출장 | 골 | 출장 | 골   | 출장 | 골   | 출장 | 골   |
| ------------- | --------- | ---- | ---- | ---- | -- | ---- | ---- | ---- | ---- | ---- | ---- |
| 상파울루      | 2010      | 25   | 4    | 0    | 0  | 0    | 0    | 0    | 0    | 25   | 4    |
| 상파울루      | 2011      | 28   | 9    | 4    | 0  | 3    | 1    | 8    | 3    | 43   | 13   |
| 상파울루      | 2012      | 21   | 6    | 9    | 2  | 9    | 2    | 21   | 6    | 60   | 16   |
| 상파울루      | 합계      | 74   | 19   | 13   | 2  | 12   | 3    | 29   | 9    | 128  | 33   |
| 파리 생제르맹 | 2012–13   | 10   | 0    | 1    | 0  | 4    | 0    | —    | —    | 15   | 0    |
| 파리 생제르맹 | 2013–14   | 26   | 3    | 6    | 0  | 8    | 0    | —    | —    | 40   | 3    |
| 파리 생제르맹 | 합계      | 36   | 3    | 7    | 0  | 12   | 0    | —    | —    | 55   | 3    |
| 경력 합계     | 경력 합계 | 110  | 22   | 20   | 2  | 24   | 3    | 29   | 9    | 183  | 36   |

### 국가대표 기록
| 국가대표팀 | 연도 | 출장 | 골 |
| ---------- | ---- | ---- | -- |
| 브라질     | 2011 | 10   | 1  |
| 브라질     | 2012 | 12   | 2  |
| 브라질     | 2013 | 9    | 1  |
| 합계       | 합계 | 31   | 4  |

### 국가대표팀 득점 기록

#### 브라질 U-20
| #  | 날짜            | 경기장                                             | 상대     | 점수 | 최종결과 | 대회                                  |
| -- | --------------- | -------------------------------------------------- | -------- | ---- | -------- | ------------------------------------- |
| 1. | 2011년 1월 31일 | 에스타디오 모누멘탈 비르헨 데 차피, 아레키파, 페루 | 칠레     | 3–1  | 5–1      | 2011년 CONMEBOL U-20 축구 선수권 대회 |
| 2. | 2011년 2월 12일 | 에스타디오 모누멘탈 비르헨 데 차피, 아레키파, 페루 | 우루과이 | 1–0  | 6–0      | 2011년 CONMEBOL U-20 축구 선수권 대회 |
| 3. | 2011년 2월 12일 | 에스타디오 모누멘탈 비르헨 데 차피, 아레키파, 페루 | 우루과이 | 2–0  | 6–0      | 2011년 CONMEBOL U-20 축구 선수권 대회 |
| 4. | 2011년 2월 12일 | 에스타디오 모누멘탈 비르헨 데 차피, 아레키파, 페루 | 우루과이 | 6–0  | 6–0      | 2011년 CONMEBOL U-20 축구 선수권 대회 |

#### 브라질 축구 국가대표팀
| #  | 날짜             | 경기장                                     | 상대           | 점수 | 최종결과 | 대회                                     |
| -- | ---------------- | ------------------------------------------ | -------------- | ---- | -------- | ---------------------------------------- |
| 1. | 2011년 9월 28일  | 이스타지우 올림피쿠 두 파라, 벨렝, 브라질  | 아르헨티나     | 1–0  | 2–0      | 2011년 수페르클라시코 데 라스 아메리카스 |
| 2. | 2012년 9월 10일  | 이스타지우 두 아루다, 헤시피, 브라질       | 중화인민공화국 | 3–0  | 8–0      | 친선경기                                 |
| 3. | 2012년 10월 11일 | 스베드방크 스타디온, 말뫼, 스웨덴          | 이라크         | 6–0  | 6–0      | 친선경기                                 |
| 4. | 2013년 6월 9일   | 아레나 두 그레미우, 포르투알레그리, 브라질 | 프랑스         | 3–0  | 3–0      | 친선경기                                 |

### 대회 기록
상파울루 FC (2010~2012)
- 코파 수다메리카 : 2012

파리 생제르맹 FC (2012~2018)
- 리그 1: 2012–13, 2013-14, 2014-15, 2015-16

- 쿠프 드 프랑스: 2014-15, 2015-16, 2016-17
- 쿠프 드 라 리그: 2013-14, 2014-15, 2015-16, 2016-17

- 트로페 데 샹피옹: 2013

토트넘 홋스퍼 FC (2018~2023)
- UEFA 챔피언스 리그 준우승: 2018-19
- EFL컵 준우승 : 2020-21

브라질 축구 국가대표팀 (2011~2018)
- CONMEBOL U-20 축구 선수권 대회: 2011
- 수페르클라시코 데 라스 아메리카스: 2011
- 남아메리카 U-20 챔피언십: 2011
- 하계 올림픽 은메달: 2012
- FIFA 컨페더레이션스컵: 2013

### 개인 수상 기록
- 캉페우나투 파울리스타 관련: 2011
- 캉페우나투 파울리스타 최고 미드필더 (미사 히돈다): 2011
- 캉페우나투 파울리스타 최고 미드필더 (지아리우 지 상파울루): 2011
- CONMEBOL U-20 축구 선수권 대회 MVP: 2011
- CONMEBOL U-20 축구 선수권 대회 결승전 MVP: 2011
- 브라질 세리 A 관련: 2010
- 코파 수다메리카나 결승전 MVP: 2012
- 코파 수다메리카나 MVP: 2012